# Doryodes elongata
Doryodes elongata är en fjärilsart som beskrevs av William Schaus 1906. Doryodes elongata ingår i släktet Doryodes och familjen nattflyn. Inga underarter finns listade i Catalogue of Life.